# Рахманово (Костромская область)
Рахманово — деревня в составе Дмитриевского сельского поселения Галичского района Костромской области России.

## География
Деревня числится в реестре зарегистрированных в АГКГН объектов на 21.12.2011 под № 4844 с координатами 58° 20' с.ш. 42° 18' в.д.,, однако на современных картах не отмечена.
Согласно Спискам населённых мест Российской империи 1872 года и Списку населённых мест Костромской губернии 1907 года деревня располагалась у речки Челсма.

## История
Согласно Спискам населённых мест Российской империи в 1872 году деревня относилась к 1 стану Галичского уезда Костромской губернии. В ней числилось 8 дворов, проживали 31 мужчина и 35 женщин.
Согласно переписи населения 1897 года в деревне проживало 83 человека (33 мужчины и 50 женщин).
Согласно Списку населённых мест Костромской губернии в 1907 году деревня относилась к Фоминской казённой волости Галичского уезда Костромской губернии. По сведениям волостного правления за 1907 год в деревне числилось 22 крестьянских двора и 131 житель. Основным занятием жителей деревни был малярный промысел.
До 2010 года деревня относилась к Челменскому сельскому поселению.